# Georgi Pjatakov

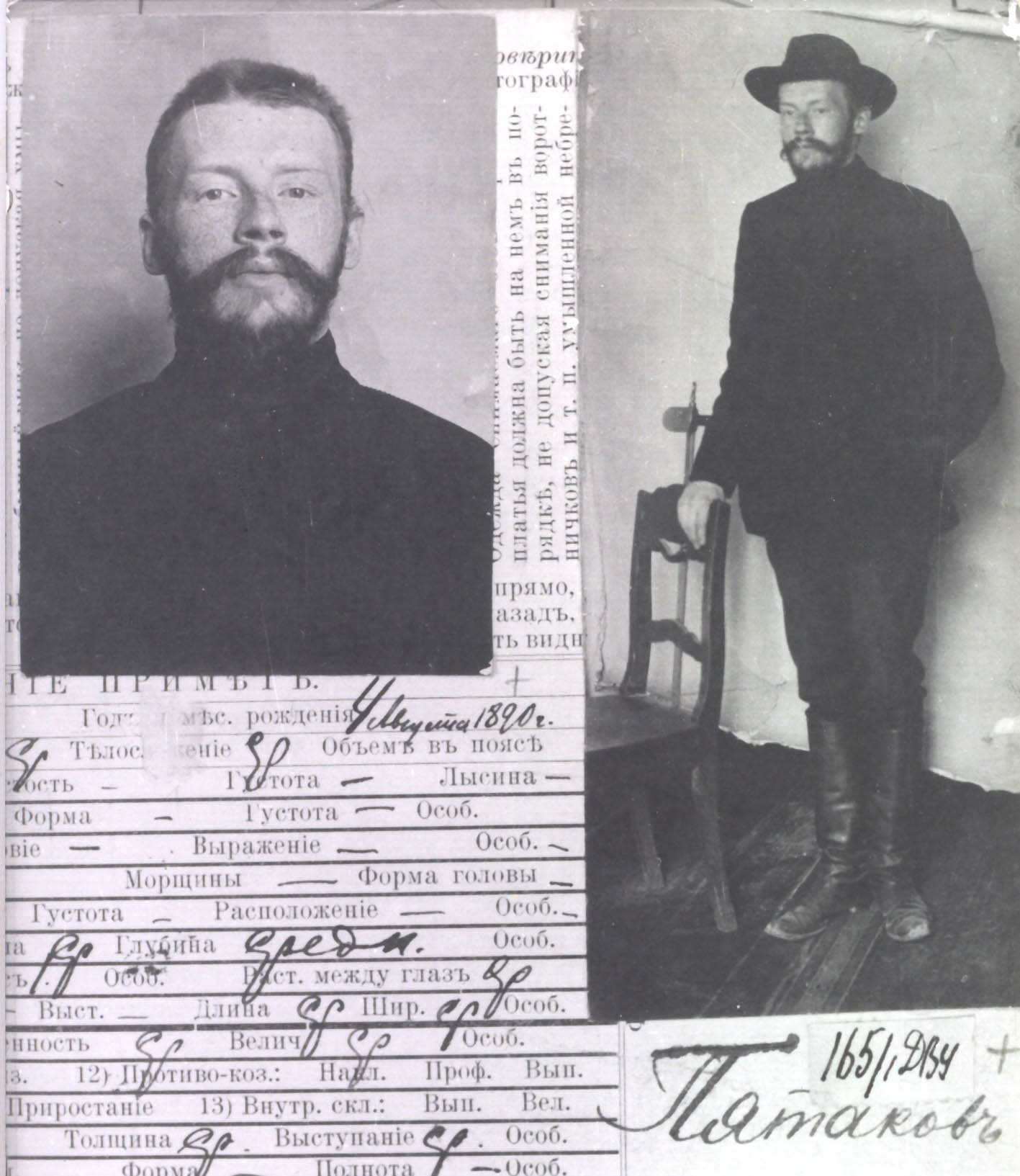
Gevangenispapieren Georgi Pjatakov, 1915.

Georgi Leonidovitsj Pjatakov (Russisch: Георгий Леонидович Пятаков) (Kiev, 18 augustus 1890 – Moskou, 1 februari 1937) was een Russisch revolutionair en Sovjetpoliticus.

## Leven
Pjatakov was de zoon van een welgestelde Oekraïense ingenieur die zijn fortuin had gemaakt in de suikerindustrie. Tijdens zijn studietijd in Kiev kwam hij in aanraking met het anarchisme en werd lid van een terroristische groepering die een aanslag op de gouverneur van Kiev voorbereidde. In 1910 stapte hij over naar de bolsjewistische tak van de Russische Sociaaldemocratische Arbeiderspartij. Kort daarna werd hij echter alsnog verbannen naar Irkoetsk nadat zijn eerdere terroristische activiteit door de geheime politie was ontdekt. Van daaruit vluchtte hij echter al snel via Japan naar Zwitserland, waar hij zich aansloot bij Lenin en meewerkte aan de bolsjewistische pers. In 1916 werd hij uitgewezen naar Oslo, van waaruit hij na de Februarirevolutie (1917) terugkeerde naar Kiev. In Kiev werd hij voorzitter van het bolsjewistische stadscomité en tijdens de Oktoberrevolutie leidde hij daar het militair-revolutionaire comité, waarmee hij de belangrijkste bolsjewistische machthebber in Oekraïne werd.
Hoewel Pjatakov aanvankelijk stevig polemiek voerde met Lenin (hij was fel tegen vredesbesprekingen met Duitsland) werd hij eind 1917 door Lenin benoemd tot hoofd van de Staatsbank van de Sovjet-Unie. Vanuit deze post moest hij de na de Eerste Wereldoorlog en de Russische Revolutie tot een puinhoop geworden financiën van Rusland weer op orde zien te krijgen. Na de Vrede van Brest-Litovsk trad hij echter terug en ging weer naar Kiev, waar hij tot secretaris van de Communistische Partij van Oekraïne werd gekozen. Hij organiseerde als zodanig een anti-Duitse opstand en leidde de Rode troepen uit Oekraïne tijdens de Russische Burgeroorlog in hun strijd tegen de Witten van Denikin en later ook in de Pools-Russische Oorlog (1919-1921). Na de evacuatie van de Witten vanuit de Krim was Pjatakov verantwoordelijk voor de grootschalige executies van achtergebleven tsaristische officieren.
Na afloop van de burgeroorlog groeide Pjatakov snel uit tot een expert op het gebied van de economie, was hij in 1922 en 1923 als plaatsvervangend voorzitter van het Gosplan betrokken bij de opzet van een planeconomie en werd voorzitter van de Hoogste Raad van Volkseconomie. Lenin prees Pjatakovs organisatorische talenten en  zijn capaciteiten voor leiderschap en noemde hem in zijn politieke 'testament' als een van de vier partijleden die in aanmerking kwamen voor het toekomstig leiderschap van de partij, naast Stalin en Trotski. Na de dood van Lenin verzette hij zich fel tegen de NEP en sloot hij zich aan bij Trotski's linkse oppositie. Na de nederlaag van Trotski in 1927 werd Pjatakov uit de partij gestoten, maar na een spijtbetuiging werd hij er een jaar later weer in opgenomen. Hij groeide vervolgens snel weer uit een van de belangrijkste personen binnen de Sovjeteconomie en was onder meer voorzitter van de Gosbank en van 1930 tot 1936 lid van het Centraal Comité. Volgens Grigori Ordzjonikidze, zijn directe chef, had niemand zo'n grote bijdrage geleverd aan de opbouw van de Russische industrie als Pjatakov. 
Door zijn bijdrage aan de industrialisatie was Pjatakov in 1936 echter de aangewezen persoon om als zondebok te fungeren voor een aantal economische mislukkingen en sabotage, zoals die tijdens het tweede Moskouse showproces centraal stonden. Op 13 september 1936 werd hij gearresteerd als vermeend lid van een trotskistische organisatie op basis van een afgedwongen bekentenis als verrader en spion ter dood veroordeeld. Inspanningen te zijner gunste van Ordzjonikidze(die kort na het proces zelf na een ruzie met Stalin zelfmoord pleegde) hadden niet kunnen baten. 
In 1988 werd Pjatakov gerehabiliteerd.

## Werken
- Put' k scast'ju. Moskau 1920 (De weg naar het geluk)
- K voprosu o kapitale gosudarstvennoj promyslennosti. Moskau, 1925 (Over de vragen van het kapitaal in de staatseconomie).

## Noot
1. ↑  Stalin had Ordzjonikidze de belofte gedaan dat Pjatakov (en zijn familie) in geen geval de doodstraf zou wachten; op grond van deze toezegging had Ordzjonikidze Pjatakov geadviseerd 'mee te werken'; zie Bullock, 'Hitler en Stalin, blz. 516-517

- Gemeinsame Normdatei: 1057570796
- International Standard Name Identifier: 0000 0001 1094 162X
- Library of Congress Control Number: no2006086445
- Nationale Bibliotheek van Letland: 000260535
- Nationale Bibliotheek van Tsjechië: js2011664284
- Nationale bibliotheek van Australië: 35879225
- Nationale Bibliotheek van Israël: 987007349854305171
- Nederlandse Thesaurus van Auteursnamen: 071000984
- Système universitaire de documentation: 224210009
- Trove: 1128243
- Virtual International Authority File: 98118541
- WorldCat: E39PBJymvYyYRdmQrt6pRKymVC